# Melita Aitken
Melita Aitken, née le 31 mars 1866 à Drumbo en Ontario, et morte le 28 août 1945 à Vancouver, est une artiste et écrivain canadienne.

## Biographie
Melita Aitken naît le 31 mars 1866 à Drumbo en Ontario. Elle étudie l'art avec Mary Dignam à Toronto et avec John Vanderpoel à l'Art Institute of Chicago. Au début, elle peint des portraits à l'huile, mais passe ensuite à l'aquarelle après avoir découvert que le plomb dans les peintures à l'huile affectait sa santé.
Elle épouse le capitaine Robert James Aitken; Le couple a trois enfants. Son mari est tué au combat pendant la Première Guerre mondiale. Après avoir passé quelque temps à l'étranger, elle retourne à Sault Ste. Marie, déménageant ensuite à Victoria puis à Vancouver.
Son travail est présenté à la Royal Academy de London, en Ontario, à la Royal Canadian Academy, aux spectacles de printemps de l'Art Association of Montreal, à la Victoria Art Gallery et au Vancouver Art Galerie.
Melita Aitken expose au Salon des artistes français à Paris en 1932 et en 1933.
Vers 1920, elle publie un recueil de poèmes Maple Grove et Other Poems.
Melita Aitken meurt en 1945 à Vancouver.